# Westland Marathon 1981
De Westland Marathon 1981 werd gehouden op zaterdag 11 april 1981. Het was de twaalfde editie van deze marathon. Start en finish lagen in Maassluis.
De Nederlander Cor Vriend won deze wedstrijd bij de mannen. Het was zijn tweede overwinning bij dit evenement. Hij won namelijk ook al eens in 1977. Met een tijd van 2:17.06 had hij veertien seconden voorsprong op zijn landgenoot Barry Kneppers. Bij de vrouwen won de Belgische Dorette Janssens de wedstrijd in 3:06.13. Ook voor haar was het de tweede overwinning in deze marathon.
Dit evenement deed tevens dienst als Nederlands kampioenschap. De nationale titel bij de vrouwen werd gewonnen door Wil Kroon-Noldus, die tweede werd in 3:09.48.
In totaal finishten er 207 deelnemers, waarvan 204 mannen en drie vrouwen.

## Uitslagen

### Mannen
| rang   | naam             | land | tijd    | NK     |
| ------ | ---------------- | ---- | ------- | ------ |
| Goud   | Cor Vriend       | NED  | 2:17.06 | 1e NK  |
| Zilver | Barry Kneppers   | NED  | 2:17.20 | 2e NK  |
| Brons  | Gerard Mentink   | NED  | 2:18.44 | 3e NK  |
| 4      | Colin Youngson   | SCO  | 2:18.54 |        |
| 5      | Bram Wassenaar   | NED  | 2:22.38 | 4e NK  |
| 6      | Peter Flatman    | ENG  | 2:22.54 |        |
| 7      | Achmed Altun     | TUR  | 2:23.06 |        |
| 8      | Gerrit van Essen | NED  | 2:23.53 | 5e NK  |
| 9      | Douwe Jaarsma    | NED  | 2:24.12 | 6e NK  |
| 10     | R. Roath         | ENG  | 2:25.46 |        |
| 11     | Evan Cameron     | SCO  | 2:27.48 |        |
| 12     | Jan Honcoop      | NED  | 2:28.25 | 7e NK  |
| 13     | Wim Edam         | NED  | 2:29.08 | 8e NK  |
| 14     | Johan Kloek      | NED  | 2:29.21 | 9e NK  |
| 15     | Hans Vrolijk     | NED  | 2:29.22 | 10e NK |
| 16     | Wim Roelofs      | NED  | 2:30.35 | 11e NK |
| 17     | Sjaak Hoogendijk | NED  | 2:32.18 | 12e NK |
| 18     | Graham Milne     | SCO  | 2:32.22 |        |
| 19     | Henri Riedijk    | NED  | 2:32.32 | 13e NK |
| 20     | L. de Hoon       | NED  | 2:32.43 | 14e NK |

### Vrouwen
| rang   | naam             | land | tijd    | NK    |
| ------ | ---------------- | ---- | ------- | ----- |
| Goud   | Dorette Janssens | BEL  | 3:06.13 |       |
| Zilver | Wil Kroon-Noldus | NED  | 3:09.48 | 1e NK |
| Brons  | Tine Bronswijk   | NED  | 3:18.19 | 2e NK |

1969 ·
1970 ·
1971 ·
1972 ·
1973 ·
1974 ·
1975 ·
1976 ·
1977 ·
1978 ·
1979 ·
1980 ·
1981 ·
1982 ·
1983 ·
1984 ·
1985 ·
1986 ·
1987 ·
1988 ·
1989 ·
1990 ·
1991 ·
1992 ·
1993 ·
1994 ·
1995 ·
1996 ·
1997 ·
2014